# Booker T. Washington
Booker Taliaferro Washington (5 de abril de 1856, em Hale's Ford no Condado de Franklin, na Virgínia, nos Estados Unidos – 15 de novembro de 1915) foi um educador e líder afro-americano estadunidense.

## Biografia
Nasceu escravizado. Só conseguiu frequentar a escola após o fim da Guerra da Secessão em 1865, quando ele e sua família foram libertos. Aos nove anos, começou a trabalhar para ajudar a família: inicialmente, numa fábrica de sal, e, depois, em minas de carvão. Determinado a estudar, entrou para o Instituto Normal e Agrícola de Hampton (1872), onde trabalhou como zelador para custear os estudos. Graduado (1875), passou a lecionar para crianças e adultos. Conseguiu entrar para a administração de Hampton (1879) e participou de um bem-sucedido programa experimental de educação indígena.
Foi diretor-fundador da nova escola normal e profissionalizante para negros em Tuskegee, no Alabama (1881) — hoje a Universidade de Tuskegee — onde ficou até sua morte. Seu sucesso nessa função, habilidade política e dom de oratória tornaram-no líder e porta-voz dos negros americanos. Entre seus livros, destacaram-se duas autobiografias: Up from Slavery (1901) e My Larger Education (1911).

## Obras

### Em português
- Memórias de um Negro. Traduzido por Graciliano Ramos. [S.l.]: Companhia Editora Nacional. 1940

### Em inglês
- The Future of the American Negro – 1899[2]
- The Story of My Life and Work (1900)[3]
- Washington, Booker T.; Wood, Norman B.; Williams, Fannie Barrier (1900).  MacBrady, John E., ed. A New Negro for a New Century: An Accurate and Up-to-Date Record of the Upward Struggles of the Negro Race. Chicago, IL: American Publishing House
- Up from Slavery – 1901
- Character Building – 1902
- Working with the Hands – 1904, a sequel to Up From Slavery[4]
- Tuskegee & Its People (editor) – 1905
- Frederick Douglass – 1906 Online[5][6]
- The Negro in the South (com W. E. B. Du Bois) – 1907
- The Negro in Business – 1907
- The Story of the Negro: The Rise of the Race from Slavery (1909)[7]
- My Larger Education (1911)[8]
- The Man Farthest Down: A Record of Observation and Study in Europe – 1912